# Atletiek op de Paralympische Zomerspelen 2012
Op de XIVe Paralympische Zomerspelen, die in 2012 werden gehouden in Londen, Verenigd Koninkrijk, was atletiek een van de twintig sporten die werden beoefend.

## Mannen

### Estafette
| Plaats | Land         | Tijd  |
| ------ | ------------ | ----- |
| 1      | Rusland      | 42.66 |
| 2      | China        | 42.68 |
| 3      | Azerbeidzjan | 43.92 |

| Plaats | Land        | Tijd     |
| ------ | ----------- | -------- |
| 1      | Zuid-Afrika | 41.78 WR |
| 2      | China       | 42.98    |
| 3      | Duitsland   | 45.23    |

| \| Plaats \| Land \| Tijd \| \| ------ \| --------- \| ---------- \| \| 1 \| China \| 3:05.46 WR \| \| 2 \| Thailand \| 3:13.28 \| \| 3 \| Australië \| 3:13.42 \| |           |            |
| Plaats | Land      | Tijd       |
| 1 | China     | 3:05.46 WR |
| 2 | Thailand  | 3:13.28    |
| 3 | Australië | 3:13.42    |

### Hardlopen

#### 100 m
| Klasse | Tijd     | Land                | Goud                | Land                | Zilver                       | Land                         | Brons            |
| ------ | -------- | ------------------- | ------------------- | ------------------- | ---------------------------- | ---------------------------- | ---------------- |
| T11    | 11.17    | China               | Lei Xue             | Brazilië            | Lucas Prado                  | Brazilië                     | Felipe Gomes     |
| T12    | 10.81    | Rusland             | Fedor Trikolich     | Polen               | Mateusz Michalski            | China                        | Yansong Li       |
| T13    | 10.46 WR | Ierland             | Jason Smyth         | Cuba                | Luis Felipe Gutierrez        | Zuid-Afrika                  | Jonathan Ntutu   |
| T34    | 15.91    | Tunesië             | Walid Ktila         | Australië           | Rheed McCracken              | Verenigde Arabische Emiraten | Mohamed Hammadi  |
| T35    | 12.62    | Oekraïne            | Iurii Tsaruk        | Zuid-Afrika         | Teboho Mokgalagadi           | China                        | Xinhan Fu        |
| T36    | 12.08    | Rusland             | Evgenii Shvetcov    | Verenigd Koninkrijk | Graeme Ballard               | Oekraïne                     | Roman Pavlyk     |
| T37    | 11.51 WR | Zuid-Afrika         | Fanie van der Merwe | China               | Yongbin Liang                | Rusland                      | Roman Kapranov   |
| T38    | 10.79 WR | Australië           | Evan O'Hanlon       | Zuid-Afrika         | Dyan Buis                    | China                        | Wenjun Zhou      |
| T42    | 12.40    | Duitsland           | Heinrich Popow      | Australië           | Scott Reardon                | Duitsland                    | Wojtek Czyz      |
| T44    | 10.90    | Verenigd Koninkrijk | Jonnie Peacock      | Verenigde Staten    | Richard Browne               | Zuid-Afrika                  | Arnu Fourie      |
| T46    | 11.05    | China               | Xu Zhao             | Cuba                | Raciel Gonzalez Isidoria     | Verenigd Koninkrijk          | Ola Abidogun     |
| T51    | 21.72    | Finland             | Toni Piispanen      | Italië              | Alvise de Vidi               | Algerije                     | Mohamed Berrahal |
| T52    | 17.02    | Verenigde Staten    | Raymond Martin      | Mexico              | Salvador Hernandez Mondragon | Verenigde Staten             | Paul Nitz        |
| T53    | 14.75    | Verenigd Koninkrijk | Mickey Bushell      | China               | Yufei Zhao                   | China                        | Shiran Yu        |
| T54    | 13.79    | Finland             | Leo Pekka Tahti     | China               | Yang Liu                     | Thailand                     | Saichon Konjen   |

#### 200 m
| Klasse | Tijd     | Land                | Goud                           | Land             | Zilver                   | Land                | Brons                        |
| ------ | -------- | ------------------- | ------------------------------ | ---------------- | ------------------------ | ------------------- | ---------------------------- |
| T11    | 22.97    | Brazilië            | Felipe Gomes                   | Brazilië         | Daniel Silva             | ANG                 | Jose Sayovo Armando          |
| T12    | 21.56 WR | Polen               | Mateusz Michalski              | Rusland          | Fedor Trikolich          | China               | Yansong Li                   |
| T13    | 21.05 WR | Ierland             | Jason Smyth                    | Rusland          | Alexey Labzin            | Rusland             | Artem Loginov                |
| T34    | 27.98 WR | Tunesië             | Walid Ktila                    | UAE              | Mohamed Hammadi          | Australië           | Rheed McCracken              |
| T35    | 25.86 WR | Oekraïne            | Iurii Tsaruk                   | China            | Xinhan Fu                | ARG                 | Hernan Barreto               |
| T36    | 24.70    | Oekraïne            | Roman Pavlyk                   | Hongkong         | Wa Wai So                | Verenigd Koninkrijk | Ben Rushgrove                |
| T37    | 23.10 WR | Rusland             | Roman Kapranov                 | China            | Guangxu Shang            | Venezuela           | Omar Monterola               |
| T38    | 21.82 WR | Australië           | Evan O'Hanlon                  | Zuid-Afrika      | Dyan Buis                | China               | Wenjun Zhou                  |
| T42    | 24.38 WR | Verenigd Koninkrijk | Richard Whitehead              | Verenigde Staten | Shaquille Vance          | Duitsland           | Heinrich Popow               |
| T44    | 21.45    | Brazilië            | Alan Fonteles Cardoso Oliveira | Zuid-Afrika      | Oscar Pistorius          | Verenigde Staten    | Blake Leeper                 |
| T46    | 22.05    | Brazilië            | Yohansson Nascimento           | Cuba             | Raciel Gonzalez Isidoria | Australië           | Simon Patmore                |
| T52    | 30.25    | Verenigde Staten    | Raymond Martin                 | Japan            | Tomoya Ito               | Mexico              | Salvador Hernandez Mondragon |
| T53    | 25.61    | China               | Huzhao Li                      | Canada           | Brent Lakatos            | China               | Yufei Zhao                   |

#### 400 m
| Klasse | Tijd     | Land             | Goud                 | Land                | Zilver               | Land             | Brons                                     |
| ------ | -------- | ---------------- | -------------------- | ------------------- | -------------------- | ---------------- | ----------------------------------------- |
| T11    | 50.75    | Angola           | Jose Sayovo Armando  | Brazilië            | Lucas Prado          | Frankrijk        | Gauthier Tresor Makunda                   |
| T12    | 48.52 WR | Tunesië          | Mahmoud Khaldi       | Zuid-Afrika         | Hilton Langenhoven   | Mexico           | Jorge Benjamin Gonzalez Sauceda           |
| T13    | 48.59    | Rusland          | Alexey Labzin        | Rusland             | Alexander Zverev     | Marokko          | Mohamed Amguoun                           |
| T36    | 53.31 WR | Rusland          | Evgenii Shvetcov     | Verenigd Koninkrijk | Paul Blake           | Oekraïne         | Roman Pavlyk                              |
| T38    | 50.43    | Tunesië          | Mohamed Farhat Chida | China               | Wenjun Zhou          | Zuid-Afrika      | Union Sekailwe                            |
| T44    | 46.68    | Zuid-Afrika      | Oscar Pistorius      | Verenigde Staten    | Blake Leeper         | Verenigde Staten | David Prince                              |
| T46    | 48.45    | Oostenrijk       | Gunther Matzinger    | Brazilië            | Yohansson Nascimento | Sri Lanka        | Pradeep Sanjaya Uggl Dena Pathirannehelag |
| T52    | 58.54    | Verenigde Staten | Raymond Martin       | JPN                 | Tomoya Ito           | Oostenrijk       | Thomas Geierspichler                      |
| T53    | 49.70    | China            | Huzhao Li            | Canada              | Brent Lakatos        | Australië        | Richard Colman                            |
| T54    | 46.88    | China            | Lixin Zhang          | Nederland           | Kenny van Weeghel    | China            | Chengming Liu                             |

#### 800 m
| Klasse | Tijd       | Land                | Goud              | Land        | Zilver         | Land                | Brons                          |
| ------ | ---------- | ------------------- | ----------------- | ----------- | -------------- | ------------------- | ------------------------------ |
| T12    | 1:56.42    | Tunesië             | Abderrahim Zhiou  | Rusland     | Egor Sharov    | Verenigd Koninkrijk | David Devine                   |
| T13    | 1:53.01    | Algerije            | Abdellatif Baka   | Kenia       | David Korir    | Marokko             | Abdelillah Mame                |
| T36    | 2:05.32    | Rusland             | Evgenii Shvetcov  | Rusland     | Artjom Arefjev | Verenigd Koninkrijk | Paul Blake                     |
| T37    | 1:57.22 WR | Ierland             | Michael McKillop  | Tunesië     | Mohamed Charmi | Australië           | Brad Scott                     |
| T46    | 1:51.82 WR | Oostenrijk          | Gunther Matzinger | Algerije    | Samir Nouioua  | Kenia               | Abraham Tarbei                 |
| T52    | 2:00.34    | Verenigde Staten    | Raymond Martin    | Japan       | Tomoya Ito     | Mexico              | Leonardo De Jesus Perez Juarez |
| T53    | 1:41.13    | Australië           | Richard Colman    | Canada      | Brent Lakatos  | Verenigde Staten    | Joshua George                  |
| T54    | 1:37.63    | Verenigd Koninkrijk | David Weir        | Zwitserland | Marcel Hug     | Thailand            | Saichon Konjen                 |

#### 1500 m
| Klasse | Tijd       | Land                | Goud                    | Land      | Zilver                | Land                | Brons                  |
| ------ | ---------- | ------------------- | ----------------------- | --------- | --------------------- | ------------------- | ---------------------- |
| T11    | 3:58.37 WR | Kenia               | Samwel Mushai Kimani    | Brazilië  | Odair Santos          | Canada              | Jason Joseph Dunkerley |
| T13    | 3:48.31 WR | Tunesië             | Abderrahim Zhiou        | Kenia     | David Korir           | Verenigd Koninkrijk | David Devine           |
| T20    | 3:58.49    | Iran                | Peyman Nasiri Bazanjani | Polen     | Daniel Pek            | Polen               | Rafal Korc             |
| T37    | 4:08.11    | Ierland             | Michael McKillop        | Australië | Brad Scott            | Tunesië             | Mohamed Charmi         |
| T46    | 3:50.15    | Kenia               | Abraham Tarbei          | Ethiopië  | Wondiye Fikre Indelbu | Algerije            | Samir Nouioua          |
| T54    | 3:12.09    | Verenigd Koninkrijk | David Weir              | Thailand  | Prawat Wahoram        | Zuid-Korea          | Gyu Dae Kim            |

#### 5000 m
| Klasse | Tijd        | Land                | Goud                | Land      | Zilver                 | Land      | Brons         |
| ------ | ----------- | ------------------- | ------------------- | --------- | ---------------------- | --------- | ------------- |
| T11    | 15:26.26    | Chili               | Cristian Valenzuela | Canada    | Jason Joseph Dunkerley | Japan     | Shinya Wada   |
| T12    | 13:53.76 WR | Marokko             | El Amin Chentouf    | Tunesië   | Abderrahim Zhiou       | Kenia     | Henry Kirwa   |
| T54    | 11:07.65    | Verenigd Koninkrijk | David Weir          | Australië | Kurt Fearnley          | Frankrijk | Julien Casoli |

### Kegelwerpen
| Klasse    | Afstand | Punten | Land   | Goud                | Land     | Zilver      | Land     | Brons           |
| --------- | ------- | ------ | ------ | ------------------- | -------- | ----------- | -------- | --------------- |
| F31/32/51 | 26.88m  | 1010   | Servië | Zeljko Dimitrijevic | Tsjechië | Radim Beles | Algerije | Lahouari Bahlaz |

### Discuswerpen
| Klasse    | Afstand  | Punten | Land                | Goud                        | Land                | Zilver                | Land       | Brons                    |
| --------- | -------- | ------ | ------------------- | --------------------------- | ------------------- | --------------------- | ---------- | ------------------------ |
| F11       | 38.41    |        | Spanje              | David Casino                | Oekraïne            | Vasyl Lishchynskyi    | Oostenrijk | Bil Marinkovic           |
| F32/33/34 | 49.03 WR | 1166   | China               | Yanzhang Wang               | Saoedi-Arabië       | Hani Alnakhli         | Algerije   | Lahouari Bahlaz          |
| F35/36    | 38.54    |        | Duitsland           | Sebastian Ernst Klaus Dietz | Oekraïne            | Oleksii Pashkov       | China      | Wenbo Wang               |
| F37/38    | 52.91 WR | 1024   | Iran                | Javad Hardani               | China               | Dong Xia              | Polen      | Tomasz Blatkiewicz       |
| F40       | 45.78 WR |        | China               | Zhiming Wang                | Griekenland         | Paschalis Stathelakos | Brazilië   | Jonathan De Souza Santos |
| F42       | 46.14    |        | Verenigd Koninkrijk | Aled Davies                 | Iran                | Mehrdad Karam Zadeh   | China      | Lezheng Wang             |
| F44       | 60.05    |        | Verenigde Staten    | Jeremy Campbell             | Verenigd Koninkrijk | Dan Greaves           | Iran       | Farzad Sepahvand         |
| F51/52/53 | 12.37 WR | 1093   | Algerije            | Mohamed Berrahal            | Letland             | Aigars Apinis         | Tunesië    | Mohamed Zemzemi          |
| F54/55/56 | 44.63 WR | 1019   | Cuba                | Leonardo Diaz               | Servië              | Drazenko Mitrovic     | Iran       | Ali Mohammad Yari        |
| F57/58    | 60.72 WR | 1043   | Rusland             | Alexey Ashapatov            | Tsjechië            | Rostislav Pohlmann    | Egypte     | Metawa Abouelkhir        |

### Hoogspringen
| Klasse | Hoogte  | Punten | Land  | Goud           | Land             | Zilver                           | Land  | Brons           |
| ------ | ------- | ------ | ----- | -------------- | ---------------- | -------------------------------- | ----- | --------------- |
| F42    | 1.74    |        | Fiji  | Iliesa Delana  | India            | Girisha Hosanagara Nagarajegowda | Polen | Lukasz Mamczarz |
| F46    | 2.12 WR |        | Polen | Maciej Lepiato | Verenigde Staten | Jeff Skiba                       | China | Hongjie Chen    |

### Speerwerpen
| Klasse    | Afstand  | Punten | Land    | Goud                      | Land      | Zilver                       | Land        | Brons                 |
| --------- | -------- | ------ | ------- | ------------------------- | --------- | ---------------------------- | ----------- | --------------------- |
| F12/13    | 64.38    |        | China   | Pengkai Zhu               | Iran      | Sajad Nikparast              | Kroatië     | Branimir Budetic      |
| F33/34    | 38.30 WR |        | Iran    | Mohsen Kaedi              | China     | Yanzhang Wang                | Algerije    | Kamel Kardjena        |
| F40       | 47.95 WR |        | China   | Zhiming Wang              | Irak      | Ahmed Naas                   | Irak        | Wildan Nukhailawi     |
| F42       | 52.79 WR |        | China   | Yanlong Fu                | Iran      | Kamran Shokrisalari          | Noorwegen   | Runar Steinstad       |
| F44       | 58.53    |        | China   | Mingjie Gao               | Frankrijk | Tony Falelavaki              | Nederland   | Ronald Hertog         |
| F52/53    | 21.84    | 985    | Jamaica | Alphanso Cunningham       | Iran      | Abdolreza Jokar              | Mexico      | Mauro Maximo de Jesus |
| F54/55/56 | 28.07    |        | Mexico  | Luis Alberto Zepeda Felix | Rusland   | Alexey Kuznetsov             | Griekenland | Manolis Stefanoudakis |
| F57/58    | 50.98 WR | 1044   | Iran    | Mohammad Khalvandi        | Brazilië  | Claudiney Batista dos Santos | Egypte      | Raed Salem            |

### Verspringen
| Klasse | Afstand | Punten | Land      | Goud                          | Land             | Zilver               | Land         | Brons             |
| ------ | ------- | ------ | --------- | ----------------------------- | ---------------- | -------------------- | ------------ | ----------------- |
| F11    | 6.46    |        | Oekraïne  | Ruslan Katyshev               | Verenigde Staten | Elexis Gillette      | China        | Duan Li           |
| F13    | 7.54    |        | Cuba      | Luis Felipe Gutierrez         | Cuba             | Angel Jimenez Cabeza | Bulgarije    | Radoslav Zlatanov |
| F20    | 7.25    |        | Spanje    | Jose Antonio Exposito Pineiro | Kroatië          | Zoran Talic          | Portugal     | Lenine Cunha      |
| F36    | 5.23    |        | Oekraïne  | Roman Pavlyk                  | Polen            | Mariusz Sobczak      | Rusland      | Vladimir Sviridov |
| F37/38 | 6.31 WR |        | Rusland   | Gocha Khugaev                 | China            | Yuxi Ma              | Zuid-Afrika  | Dyan Buis         |
| F42/44 | 7.35 WR |        | Duitsland | Markus Rehm                   | Duitsland        | Wojtek Czyz          | Denemarken   | Daniel Jorgensen  |
| F46    | 7.15    |        | China     | Fuliang Liu                   | Frankrijk        | Arnaud Assoumani     | Azerbeidzjan | Huseyn Hasanov    |

### Marathon
| Klasse | Tijd       | Land                | Goud                | Land        | Zilver                    | Land      | Brons                  |
| ------ | ---------- | ------------------- | ------------------- | ----------- | ------------------------- | --------- | ---------------------- |
| T12    | 2:24:50 WR | Spanje              | Alberto Suarez Laso | Colombia    | Elkin Alonso Serna Moreno | TUN       | Abderrahim Zhiou       |
| T46    | 2:30:40    | Brazilië            | Tito Sena           | Spanje      | Abderrahman Ait Khamouch  | België    | Frederic van den Heede |
| T54    | 1:30:20    | Verenigd Koninkrijk | David Weir          | Zwitserland | Marcel Hug                | Australië | Kurt Fearnley          |

### Kogelstoten
| Klasse    | Afstand  | Punten | Land       | Goud                | Land     | Zilver                    | Land                | Brons                   |
| --------- | -------- | ------ | ---------- | ------------------- | -------- | ------------------------- | ------------------- | ----------------------- |
| F11/12    | 16.25    | 991    | Oekraïne   | Andrii Holivets     | Rusland  | Vladimir Andryushchenko   | Australië           | Russell Short           |
| F20       | 16.29 WR |        | Australië  | Todd Hodgetts       | Zweden   | Jeffrey Ige               | Maleisië            | Muhammad Ziyad Zolkefli |
| F32/33    | 12.14    | 997    | Algerije   | Kamel Kardjena      | Algerije | Karim Betina              | Algerije            | Mounir Bakiri           |
| F34       | 13.10 WR |        | Marokko    | Azeddine Nouiri     | Iran     | Mohsen Kaedi              | Frankrijk           | Thierry Cibone          |
| F37/38    | 17.52 WR |        | China      | Dong Xia            | Egypte   | Ibrahim Ahmed Abdelwareth | Iran                | Javad Hardani           |
| F40       | 14.46 WR |        | China      | Zhiming Wang        | Algerije | Hocine Gherzouli          | Griekenland         | Paschalis Stathelakos   |
| F42/44    | 18.16    | 1012   | Denemarken | Jackie Christiansen | Kroatië  | Darko Kralj               | Verenigd Koninkrijk | Aled Davies             |
| F46       | 15.68 WR |        | Rusland    | Nikita Prokhorov    | China    | Zhanbiao Hou              | Polen               | Tomasz Rebisz           |
| F52/53    | 10.23 WR | 1039   | Letland    | Aigars Apinis       | Mexico   | Mauro Maximo de Jesus     | Verenigde Staten    | Scot Severn             |
| F54/55/56 | 11.63    | 988    | Iran       | Jalil Bagheri Jeddi | Polen    | Karol Kozun               | Verenigd Koninkrijk | Robin Womack            |
| F57/58    | 16.20    | 989    | Rusland    | Alexey Ashapatov    | Polen    | Janusz Rokicki            | Zuid-Afrika         | Michael Louwrens        |

### Hink-stap-springen
| Klasse | Afstand  | Land         | Goud          | Land         | Zilver           | Land        | Brons             |
| ------ | -------- | ------------ | ------------- | ------------ | ---------------- | ----------- | ----------------- |
| F11    | 12.91    | Rusland      | Denis Gulin   | China        | Duan Li          | Oekraïne    | Ruslan Katyshev   |
| F12    | 15.02    | Azerbeidzjan | Oleg Panyutin | Azerbeidzjan | Vladimir Zayets  | China       | Hewei Dong        |
| F46    | 15.20 WR | China        | Fuliang Liu   | Frankrijk    | Arnaud Assoumani | Wit-Rusland | Aliaksandr Subota |

## Vrouwen

### Estafette
| \| Plaats \| Land \| Tijd \| \| ------ \| ------------------- \| ----- \| \| 1 \| Rusland \| 54.86 \| \| 2 \| China \| 55.65 \| \| 3 \| Verenigd Koninkrijk \| 56.08 \| |                     |       |
| Plaats | Land                | Tijd  |
| 1 | Rusland             | 54.86 |
| 2 | China               | 55.65 |
| 3 | Verenigd Koninkrijk | 56.08 |

### Hardlopen

#### 100 m
| Klasse | Tijd     | Land                | Goud                  | Land                | Zilver              | Land             | Brons              |
| ------ | -------- | ------------------- | --------------------- | ------------------- | ------------------- | ---------------- | ------------------ |
| T11    | 12.01 WR | Brazilië            | Terezinha Guilhermina | Brazilië            | Jerusa Geber Santos | Brazilië         | Jhulia Santos      |
| T12    | 12.05    | China               | Guohua Zhou           | Verenigd Koninkrijk | Libby Clegg         | Oekraïne         | Oxana Boturchuk    |
| T13    | 12.00    | Cuba                | Omara Durand          | Zuid-Afrika         | Ilse Hayes          | Frankrijk        | Nantenin Keita     |
| T34    | 18.06    | Verenigd Koninkrijk | Hannah Cockroft       | Nederland           | Amy Siemons         | Australië        | Rosemary Little    |
| T35    | 15.44 WR | China               | Ping Liu              | Italië              | Oxana Corso         | Canada           | Virginia McLachlan |
| T37    | 14.08    | Frankrijk           | Mandy Francois-Elie   | Namibië             | Johanna Benson      | Tunesië          | Neda Bahi          |
| T38    | 13.45    | Rusland             | Margarita Goncharova  | China               | Junfei Chen         | Oekraïne         | Inna Stryzhak      |
| T42    | 15.87 WR | Italië              | Martina Caironi       | Australië           | Kelly Cartwright    | Duitsland        | Jana Schmidt       |
| T44    | 13.26    | Frankrijk           | Marie-Amelie le Fur   | Nederland           | Marlou van Rhijn    | Verenigde Staten | April Holmes       |
| T46    | 12.01    | Cuba                | Yunidis Castillo      | Rusland             | Nikol Rodomakina    | China            | Yanping Wang       |
| T52    | 19.69    | België              | Marieke Vervoort      | Canada              | Michelle Stilwell   | Verenigde Staten | Kerry Morgan       |
| T53    | 16.42    | China               | Lisha Huang           | China               | Hongzhuan Zhou      | Australië        | Angela Ballard     |
| T54    | 15.82 WR | China               | Wenjun Liu            | China               | Hongjiao Dong       | Verenigde Staten | Tatyana McFadden   |

#### 200 m
| Klasse | Tijd     | Land                | Goud                  | Land                | Zilver               | Land             | Brons               |
| ------ | -------- | ------------------- | --------------------- | ------------------- | -------------------- | ---------------- | ------------------- |
| T11    | 24.82    | Brazilië            | Terezinha Guilhermina | Brazilië            | Jerusa Geber Santos  | China            | Juntingxian Jia     |
| T12    | 24.46 WR | Frankrijk           | Assia El Hannouni     | China               | Guohua Zhou          | China            | Daqing Zhu          |
| T34    | 31.90    | Verenigd Koninkrijk | Hannah Cockroft       | Nederland           | Amy Siemons          | Nederland        | Desiree Vranken     |
| T35    | 32.72    | China               | Ping Liu              | Italië              | Oxana Corso          | Canada           | Virginia McLachlan  |
| T36    | 30.25    | Rusland             | Elena Ivanova         | Zuid-Korea          | Min Jae Jeon         | Duitsland        | Claudia Nicoleitzik |
| T37    | 29.26    | Namibië             | Johanna Benson        | Verenigd Koninkrijk | Bethany Woodward     | Duitsland        | Maria Seifert       |
| T38    | 27.39 WR | China               | Junfei Chen           | Rusland             | Margarita Goncharova | Oekraïne         | Inna Stryzhak       |
| T44    | 26.18 WR | Nederland           | Marlou van Rhijn      | Frankrijk           | Marie-Amelie le Fur  | Duitsland        | Katrin Green        |
| T46    | 24.45 WR | Cuba                | Yunidis Castillo      | Polen               | Alicja Fiodorow      | Zuid-Afrika      | Anrune Liebenberg   |
| T52    | 33.80    | Canada              | Michelle Stilwell     | België              | Marieke Vervoort     | Verenigde Staten | Kerry Morgan        |
| T53    | 29.18    | China               | Lisha Huang           | Australië           | Angela Ballard       | China            | Hongzhuan Zhou      |

#### 400 m
| Klasse | Tijd    | Land             | Goud              | Land      | Zilver               | Land        | Brons                             |
| ------ | ------- | ---------------- | ----------------- | --------- | -------------------- | ----------- | --------------------------------- |
| T12    | 55.39   | Frankrijk        | Assia El Hannouni | Oekraïne  | Oxana Boturchuk      | Mexico      | Daniela Eugenia Velasco Maldonado |
| T13    | 55.12   | Cuba             | Omara Durand      | Tunesië   | Somaya Bousaid       | Griekenland | Alexandra Dimoglou                |
| T37    | 1:05.86 | Tunesië          | Neda Bahi         | Oekraïne  | Viktoriya Kravchenko | Rusland     | Evgeniya Trushnikova              |
| T53    | 55.47   | China            | Hongzhuan Zhou    | Australië | Angela Ballard       | China       | Lisha Huang                       |
| T54    | 52.97   | Verenigde Staten | Tatyana McFadden  | China     | Hongjiao Dong        | Zwitserland | Edith Wolf                        |

#### 800 m
| Klasse | Tijd    | Land             | Goud             | Land        | Zilver      | Land             | Brons         |
| ------ | ------- | ---------------- | ---------------- | ----------- | ----------- | ---------------- | ------------- |
| T53    | 1:52.85 | China            | Hongzhuan Zhou   | China       | Lisha Huang | Verenigde Staten | Jessica Galli |
| T54    | 1:47.01 | Verenigde Staten | Tatyana McFadden | Zwitserland | Edith Wolf  | China            | Lihong Zou    |

#### 1500 m
| Klasse | Tijd    | Land             | Goud                | Land        | Zilver        | Land             | Brons            |
| ------ | ------- | ---------------- | ------------------- | ----------- | ------------- | ---------------- | ---------------- |
| T12    | 4:37.65 | Rusland          | Elena Pautova       | Spanje      | Elena Congost | Italië           | Annalisa Minetti |
| T20    | 4:35.26 | Polen            | Barbara Niewiedzial | Polen       | Arleta Meloch | Hongarije        | Ilona Biacsi     |
| T54    | 3:36.42 | Verenigde Staten | Tatyana McFadden    | Zwitserland | Edith Wolf    | Verenigde Staten | Shirley Reilly   |

#### 5000 m
| Klasse | Tijd     | Land        | Goud       | Land             | Zilver         | Land      | Brons          |
| ------ | -------- | ----------- | ---------- | ---------------- | -------------- | --------- | -------------- |
| T54    | 12:27.87 | Zwitserland | Edith Wolf | Verenigde Staten | Shirley Reilly | Australië | Christie Dawes |

### Discuswerpen
| Klasse    | Afstand  | Punten | Land                | Goud            | Land      | Zilver            | Land                | Brons               |
| --------- | -------- | ------ | ------------------- | --------------- | --------- | ----------------- | ------------------- | ------------------- |
| F11/12    | 40.13    | 997    | China               | Liangmin Zhang  | China     | Hongxia Tang      | Verenigd Koninkrijk | Claire Williams     |
| F35/36    | 28.01 WR | 1032   | China               | Qing Wu         | Oekraïne  | Mariia Pomazan    | Australië           | Katherine Proudfoot |
| F37/38    | 30.12    | 1095   | Oekraïne            | Mariia Pomazan  | China     | Qing Wu           | China               | Jiongyu Bao         |
| F40       | 32.37 WR |        | Marokko             | Najat El Garraa | Tunesië   | Raoua Tlili       | China               | Genjimisu Meng      |
| F51/52/53 | 6.58 WR  | 1122   | Verenigd Koninkrijk | Josie Pearson   | Ierland   | Catherine O Neill | Verenigde Staten    | Zena Cole           |
| F57/58    | 40.34    | 1004   | Algerije            | Nassima Saifi   | Bulgarije | Stela Eneva       | Ierland             | Orla Barry          |

### Speerwerpen
| Klasse       | Afstand  | Punten | Land      | Goud              | Land      | Zilver                  | Land       | Brons             |
| ------------ | -------- | ------ | --------- | ----------------- | --------- | ----------------------- | ---------- | ----------------- |
| F12/13       | 42.51 WR |        | Servië    | Tanja Dragic      | Rusland   | Anna Sorokina           | Oostenrijk | Natalija Eder     |
| F33/34/52/53 | 27.03 WR |        | Duitsland | Birgit Kober      | Duitsland | Marie Braemer-Skowronek | Finland    | Marjaana Huovinen |
| F37/38       | 37.86 WR |        | Brazilië  | Shirlene Coelho   | China     | Qianqian Jia            | Australië  | Georgia Beikoff   |
| F46          | 41.15 WR |        | Polen     | Katarzyna Piekart | Rusland   | Nataliya Gudkova        | Australië  | Madeleine Hogan   |
| F54/55/56    | 17.89 WR |        | China     | Liwan Yang        | Tunesië   | Hania Aidi              | Duitsland  | Martina Willing   |
| F57/58       | 23.48    | 955    | China     | Ming Liu          | Algerije  | Safia Djelal            | Rusland    | Larisa Volik      |

### Verspringen
| Klasse | Afstand | Punten | Land        | Goud                 | Land                | Zilver           | Land        | Brons               |
| ------ | ------- | ------ | ----------- | -------------------- | ------------------- | ---------------- | ----------- | ------------------- |
| F11/12 | 6.60 WR | 1065   | Oekraïne    | Oksana Zubkovska     | China               | Juntingxian Jia  | Wit-Rusland | Anna Kaniuk         |
| F13    | 5.70    |        | Zuid-Afrika | Ilse Hayes           | Algerije            | Lynda Hamri      | Griekenland | Anthi Karagianni    |
| F20    | 6.00 WR |        | Polen       | Karolina Kucharczyk  | Rusland             | Krestina Zhukova | Kroatië     | Mikela Ristoski     |
| F37/38 | 4.84    |        | Rusland     | Margarita Goncharova | Oekraïne            | Inna Stryzhak    | China       | Yuanhang Cao        |
| F42/44 | 4.38 WR |        | Australië   | Kelly Cartwright     | Verenigd Koninkrijk | Stef Reid        | Frankrijk   | Marie-Amelie le Fur |
| F46    | 5.63    |        | Rusland     | Nikol Rodomakina     | Australië           | Carlee Beattie   | China       | Jingling Ouyang     |

### Marathon
| Klasse | Tijd    | Land             | Goud           | Land                | Zilver       | Land        | Brons       |
| ------ | ------- | ---------------- | -------------- | ------------------- | ------------ | ----------- | ----------- |
| T54    | 1:46:33 | Verenigde Staten | Shirley Reilly | Verenigd Koninkrijk | Shelly Woods | Zwitserland | Sandra Graf |

### Kogelstoten
| Klasse    | Afstand  | Punten | Land      | Goud                    | Land      | Zilver               | Land             | Brons            |
| --------- | -------- | ------ | --------- | ----------------------- | --------- | -------------------- | ---------------- | ---------------- |
| F11/12    | 16.74 WR | 1011   | Italië    | Assunta Legnante        | China     | Hongxia Tang         | China            | Liangmin Zhang   |
| F20       | 13.80    |        | Polen     | Ewa Durska              | Oekraïne  | Anastasiia Mysnyk    | Oekraïne         | Svitlana Kudelya |
| F32/33/34 | 10.25 WR | 1112   | Duitsland | Birgit Kober            | Australië | Louise Ellery        | Tunesië          | Maroua Ibrahmi   |
| F35/36    | 12.22 WR | 1062   | Oekraïne  | Mariia Pomazan          | China     | Jun Wang             | China            | Qing Wu          |
| F37       | 12.20 WR |        | China     | Na Mi                   | China     | Qiuping Xu           | Tsjechië         | Eva Berna        |
| F40       | 9.86 WR  |        | Tunesië   | Raoua Tlili             | China     | Genjimisu Meng       | Marokko          | Najat El Garraa  |
| F42-44    | 13.05 WR | 1055   | China     | Juan Yao                | China     | Yue Yang             | Duitsland        | Michaela Floeth  |
| F54/55/56 | 7.50 WR  | 1057   | China     | Liwan Yang              | Duitsland | Marianne Buggenhagen | Verenigde Staten | Angela Madsen    |
| F57/58    | 11.43    | 1015   | Mexico    | Angeles Ortiz Hernandez | Bulgarije | Stela Eneva          | Nigeria          | Eucharia Iyiazi  |

## Medaillespiegel
| Plaats | Land                | NPC | Goud | Zilver | Brons | Totaal |
| 1      | China               | CHN | 33   | 29     | 24    | 86     |
| 2      | Rusland             | RUS | 19   | 12     | 5     | 36     |
| 3      | Verenigd Koninkrijk | GBR | 11   | 7      | 11    | 29     |
| 4      | Verenigde Staten    | USA | 9    | 6      | 13    | 28     |
| 5      | Tunesië             | TUN | 9    | 5      | 5     | 19     |
| 6      | Oekraïne            | UKR | 8    | 7      | 7     | 22     |
| 7      | Brazilië            | BRA | 7    | 8      | 3     | 18     |
| 8      | Cuba                | CUB | 7    | 4      | 0     | 11     |
| 9      | Polen               | POL | 6    | 7      | 5     | 18     |
| 10     | Australië           | AUS | 5    | 9      | 13    | 27     |

Atletiek · Bankdrukken · Basketbal · Blindenvoetbal · Boogschieten · Boccia · CP-voetbal · Goalball · Judo · Paardensport · Roeien · Rugby · Schermen · Schietsport · Tafeltennis · Tennis · Volleybal · Wielersport · Zeilen · Zwemmen
Rome 1960 ·
Tokio 1964 ·
Tel Aviv 1968 ·
Heidelberg 1972 ·
Toronto 1976 ·
Arnhem 1980 ·
New York & Stoke Mandeville 1984 ·
Seoel 1988 ·
Barcelona 1992 ·
Atlanta 1996 ·
Sydney 2000 ·
Athene 2004 ·
Peking 2008 ·
Londen 2012 ·
Rio de Janeiro 2016 ·
Tokio 2020 ·
Parijs 2024 ·
Los Angeles 2028